# アリシア・ルルテ

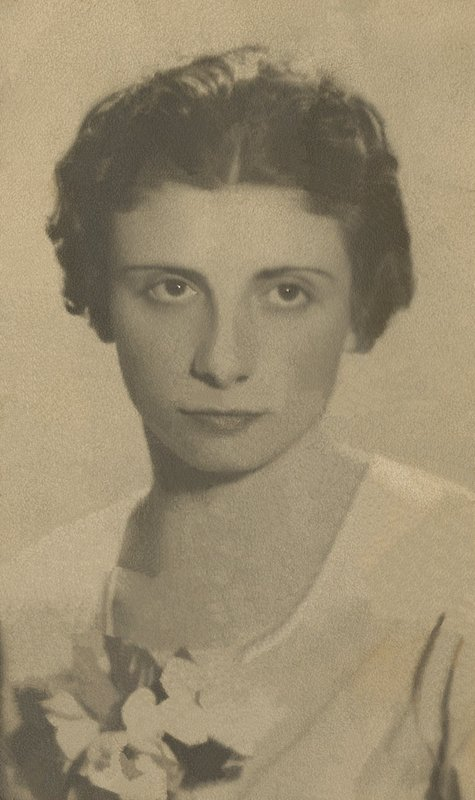
Alicia Lourteig

アリシア・ルルテ（Alicia Lourteig 、1913年12月17日 - 2003年7月30日）は、アルゼンチン生まれの植物学者である。 植物分類学の分野で働いた。

## 略歴
ブエノスアイレスで生まれた。父親はフランス人で母親はカスティーリャ人である。アルゼンチンで学び、1937年に卒業し、薬剤師の資格を得た後、1946年にブエノスアイレス大学で生化学、薬学の博士号を得た。1946年までサン・ミゲル・デ・トゥクマンのミゲル・リージョ研究所（Instituto Miguel Lillo de Tucumán）とブエノスアイレスのダーウィン研究所（Instituto Darwiniano de San Isidro）で研究し、学位取得後、世界各地の大きな標本館で研究を行った。1948年から1950年までイギリスのキュー・ガーデン、1950年からストックホルム、1951年にコペンハーゲン、1952年からボストン、1953年にワシントンD.C.で働いた。
1955年からアンリ・ジャン・アンベールのもとで、パリ自然史博物館で1979年まで働いた。初め、アルゼンチンの植物を研究し、後に研究範囲を新熱帯区、温帯の植物にまで広げた。イポリット・コスト（Hippolyte Coste:1858-1924）の著書、"Flore descriptive et illustrée de la France de la Corse et des contrées limitrophes"（「フランスとコルシカの植物」)の増補版を執筆した。国際植物命名規約（International Code of Botanical Nomenclature, ICBN）の制定にも貢献した。エメ・ボンプラン（1773-1858）、ホセ・セレスティーノ・ムティス（1731-1808）、シャルル・プリュミエ(1646-1704)らが残した歴史的な標本類の研究や、南米、オーストラリア、南極でのフィールドワークも行った。
キントラノオ科の属名 Aliciaに献名された。

## 著作（一部）
- C. A. O'Donellと共著: Acalypheae argentinae (Euphorbiaceae). Lilloa VIII, 1942.
- C. A. O'Donellと共著: Euphoriaceae argentinae. Phyllantheae, Dalechampieae, Cluytiae, Manihoteae. Lilloa IX, 1943.
- C. A. O'Donellと共著: Las celastráceas de Argentina y Chile. Buenos Aires: Ministerio de Agricultura y Ganadería, 1955.
- Ranunculaceas de Sudamérica tropical - Memoria, Soc. Ciencias Naturales La Salle, Caracas, 16 (43), SS. 19-88. (1956).
- Flora del Uruguay, Mayacaceae, Zygophyllaceae, Celastraceae, Lythraceae, Primulaceae. - Mus. Nac de Hist. Nat., Montevideo, 1963.
- S. D. Piedrahitaと共著: Genesis De Una Flora. Ed. Academia Colombiana de Ciencias Exactas, Físicas y Naturales, 1991. 334 S. ISBN 958-9205-01-1